# Bischberg (Berg bei Neumarkt in der Oberpfalz)

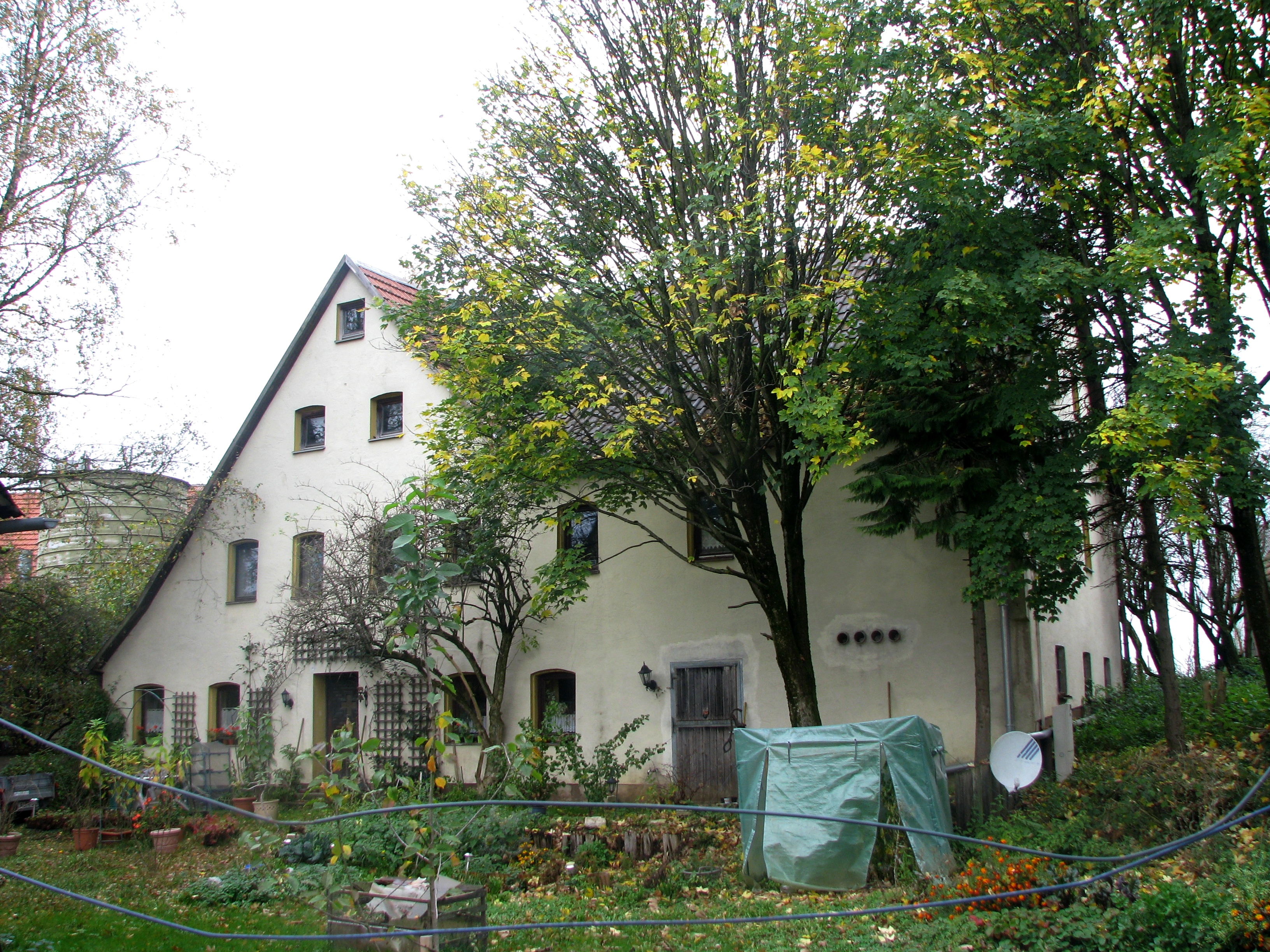
Ein „malerisches“ Anwesen in Bischberg

Bischberg ist ein Gemeindeteil der Gemeinde Berg bei Neumarkt in der Oberpfalz im Landkreis Neumarkt in der Oberpfalz in Bayern.

## Geografie
Das Dorf  liegt im Oberpfälzer Jura auf circa 520 m ü. NHN ca. 5 km nordöstlich des Gemeindesitzes. 

## Geschichte
1356 erscheint ein Ort „Pischofsperg“, 1466 „Bischofsperg“, der eventuell identisch ist mit dem heutigen Bischberg, das in dieser Schreibweise erstmals auf einer Landkarte von 1635 erscheint. Auf einer früheren Landkarte von 1519 ist „Büschberg“ eingetragen.
Bischberg gehörte zum pfälzischen Pflegamt Haimburg. Im Dorf hatte u. a. das Kloster Kastl sowie das Kloster Gnadenberg Besitzungen. Als 1639 die Regierung von Amberg von den ihr unterstellten Ämtern  Berichte über die Belegungsfähigkeit in den einzelnen Orten für das Winterquartier von Truppen anforderte, gab das Kloster Gnadenberg für „Bischofsberg“ zwei Höfe an, das Amt Haimburg neun Höfe in „Bischlberg“. Gegen Ende des Alten Reiches, um 1800, bestand das Dorf  aus 14 Untertanen. 11 gehörten dem Kastenamt Haimburg, je einer dem Stift Kastl, dem Klosterrichteramt Gnadenberg und der Reichsstadt Nürnberg. Die Hochgerichtsbarkeit übte das Pflegamt Haimburg aus, das zuletzt in Personalunion mit dem Pflegamt Pfaffenhofen geführt wurde.
Im Königreich Bayern wurde der Steuerdistrikt Sindlbach, bei der Gemeindebildung um 1810/20 die Ruralgemeinde Sindlbach gebildet. Ihr gehörte neben dem Pfarrdorf Sindlbach, Burkertshof und Langenthal  auch Bischberg an. Am 1. April 1939 kamen noch Gebertshof und Haimburg dazu. Diese Gemeinde war dem Landgericht Kastl im Bezirksamt Velburg unterstellt.
Im Zuge der Gebietsreform in Bayern wurde Sindlbach und damit auch Bischberg am 1. Mai 1978 nach Berg eingemeindet.

### Einwohnerentwicklung
- 1830: 100 (17 Häuser)[7]
- 1836: 100 (17 Häuser)[8]
- 1871: 108[9]
- 1900: 101 (19 Wohngebäude)[10]
- 1937: 99[11]
- 1950: 111 (18 Wohngebäude)[12]
- 1961: 91 (17 Wohngebäude)[13]
- 1970: 83[14]
- 1987: 88 (23 Wohngebäude, 24 Wohnungen)[15]
- 2015: 98 (45 männlich, 53 weiblich)[16]

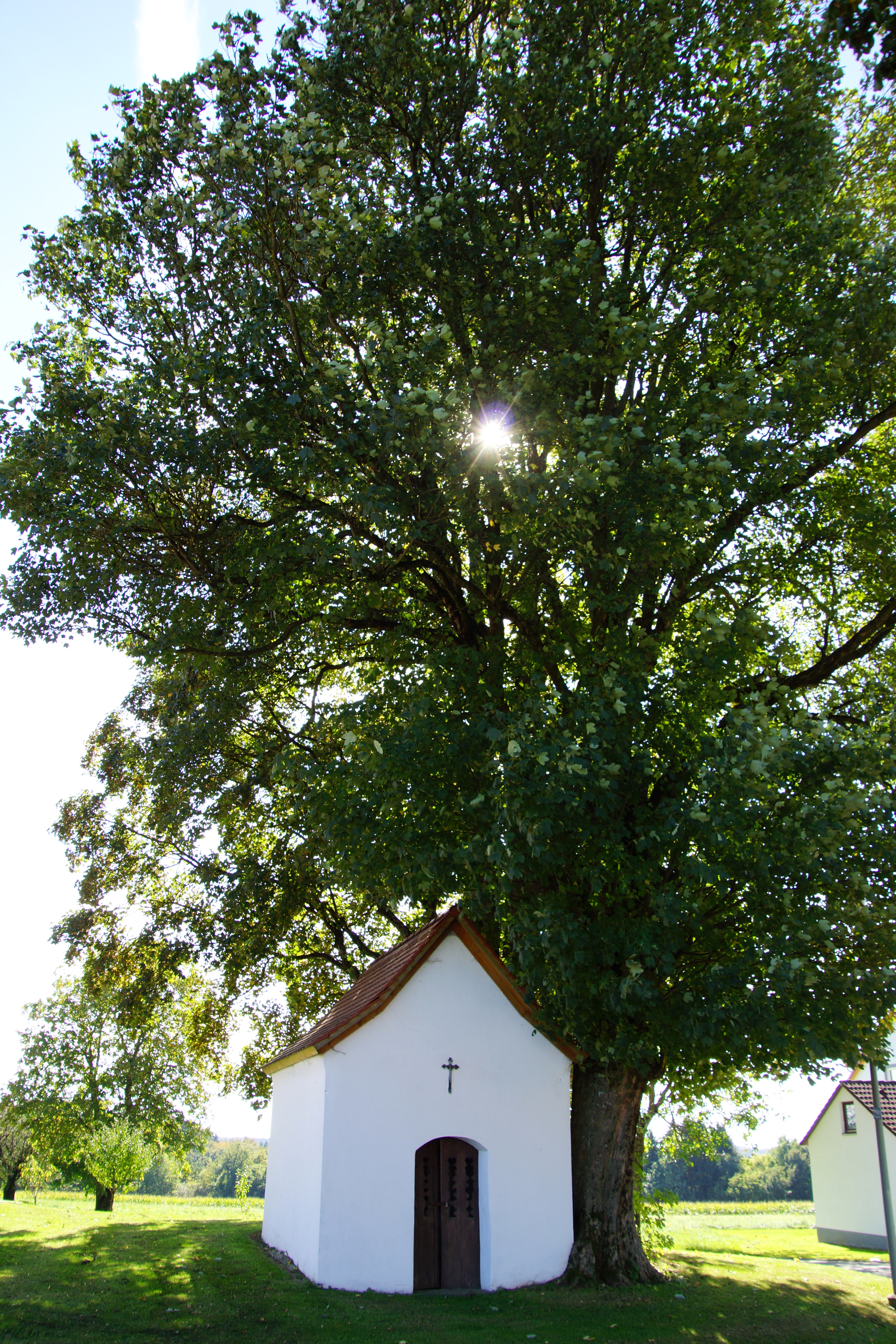
Marienkapelle

## Kapellen
- Marienkapelle am Ortsausgang nach Ballertshofen, 18./19. Jahrhundert.
- Eine weitere, 1925 erbaute Kapelle ist der Heiligen Familie geweiht.[17]
- Zwischen Bischberg und Rohrenstadt erinnert eine Flurlage „Zum heiligen Johannes“ an eine abgegangene Kapelle des 19. Jahrhunderts; eventuell gehörte die Flur der 1765 in Stöckelsberg eingeführten Bruderschaft St. Johannes von Nepomuk.[18]

## Verkehrsanbindung
Bischberg ist über eine Gemeindeverbindungsstraße zu erreichen, die von der Kreisstraße NM 8 in Sindlbach in nordöstlicher Richtung abzweigt, und über Gemeindeverbindungsstraßen von Mitterrohrenstadt sowie von Ballertshofen bzw. Unterried her.